# 舍克斯纳
舍克斯纳（羅馬化：Sheksna）是俄罗斯沃洛格达州的市级镇、舍克斯纳区行政中心，位于伏尔加河流域内舍克斯纳河畔，在州府沃洛格达西方。
该地2021年人口有18,488人；2010年人口16,890；2002年人口21,615；1989年人口15,928。